# Ferydoon Zandi
Ferydoon Zandi (pers. فریدون زندی; Emden, 26 aprile 1979) è un ex calciatore tedesco naturalizzato iraniano, di ruolo centrocampista.